# Liste der Monuments historiques in Chalamont
Die Liste der Monuments historiques in Chalamont führt die Monuments historiques in der französischen Gemeinde Chalamont auf.

## Liste der Bauwerke
| Bezeichnung   | Beschreibung | Standort                            | Kennzeichnung | Schutzstatus | Datum | Bild           |
| ------------- | ------------ | ----------------------------------- | ------------- | ------------ | ----- | -------------- |
| Maison Bolli  |              | Rue de l’Hôpital (Lage)             | PA00116358    | Inscrit      | 1927  | weitere Bilder |
| Maison Maron  |              | Rue des Halles (Lage)               | PA00116357    | Inscrit      | 1927  | weitere Bilder |
| Maison Mingat |              | Rue des Halles Rue Bellecour (Lage) | PA00116359    | Inscrit      | 1927  | weitere Bilder |